# Selma Ergeç
Selma Ergeç (ur. 1 listopada 1978 w Hamm) – turecko-niemiecka aktorka, modelka i psycholog.

## Życiorys
Pochodzi z rodziny mieszanej etnicznie – jest córką tureckiego lekarza i niemieckiej pielęgniarki. Studiowała medycynę na Westfalskim Uniwersytecie Wilhelma w Münsterze, psychologię i filozofię na Uniwersytecie w Hagen, a także w tureckiej Adanie. Po odbyciu stażu medycznego w 2000 rozpoczęła karierę modelki. Wystąpiła w reklamach produktów Beko, Avea i Gilette.
W 2002 zadebiutowała w filmie rolą Ayçy w serialu telewizyjnym Yarim elma. Ma na swoim koncie role w sześciu filmach fabularnych i ośmiu serialach telewizyjnych. Od 2011 grała w serialu Wspaniałe stulecie, wcielając się w rolę Sułtanki Hatice. W filmie Kirimli zagrała Polkę, Marię Kosecki.
We wrześniu 2015 w Gottmadingen wyszła za mąż za biznesmena Cana Öza. Mieszka w Stambule. Ma 178 cm wzrostu.

## Filmografia
Opracowano na podstawie materiału źródłowego.
Seriale
- 2002: Yarim elma jako Ayça
- 2005: Söhret jako Natalie
- 2005: Körfez atesi
- 2007-2009: Asi jako Defne Kozcuoglu
- 2011-2013: Wspaniałe stulecie jako Sułtanka Hatice
- 2014-2015: Gönül Isleri jako Saadet
- 2016-2017: Zraniona miłość jako Halide Edip
- 2018: Yasamayanlar jako Karmen

Filmy
- 2006: Bes Vakit jako nauczycielka
- 2007: Sis ve Gece jako Mine
- 2010: Ses jako Derya
- 2013: Senin Hikayen jako Esra
- 2014: Kırımlı jako Maria Kosecki
- 2018: Vlad’s Legacy jako Nina
- 2020: Drunk on Love jako Kerra-Khatoon